# Kappa Centauri
Désignations
Kappa Centauri (κ Cen / κ Centauri) est une étoile triple de la constellation du Centaure. Elle porte également le nom traditionnel Ke Kwan, du mandarin 騎官 qíguān, signifiant « l'officier de cavalerie ». D'après la mesure de sa parallaxe par le satellite Hipparcos, le système est situé à environ ∼ 380 a.l. (∼ 117 pc) de la Terre.
La composante primaire, désignée κ Centauri A, est une binaire spectroscopique. Son étoile visible est une sous-géante bleue-blanche de type spectral B2IV avec une magnitude apparente de +3,13. Sa compagne est distante de 0,12 seconde d'arc. La troisième étoile du système, désignée κ Centauri B, d'une magnitude de 11,5, est distante de 3,9 secondes d'arc de κ Centauri A,.
Le système est membre du groupe Haut-Centaure Loup de l'association Scorpion-Centaure, qui est l'association d'étoiles massives de types O et B la plus proche du Système solaire.